# Castillo Brunet
El Castillo Brunet es una edificación ubicada en la parte norte del cerro Castillo, en la ciudad de Viña del Mar, Región de Valparaíso, Chile. Pertenece a Carabineros de Chile y depende de la Sección Recreacional y Gastronómica del Departamento B.1 de la Dirección de Bienestar de la institución, que la utiliza como hotel, centro de eventos y palacio ceremonial. En 2005 fue declarado Monumento Histórico por el Ministerio de Educación.

## Historia
La familia Brunet comenzó la construcción de este castillo de inspiración francesa en 1923, cuando el excéntrico millonario Rafael Brunet Brown le encargó el proyecto a los arquitectos Alfredo Azancot y Jorge Schroeder. 
Es una de las residencias más significativas y evocadoras del romanticismo, propio de épocas en que este cerro era aún compacto y reservado a las clases más pudientes. Todas las piedras del Castillo fueron traídas directamente desde Francia, puesto que este tipo de material no se encuentra en Chile. 
La familia Brunet no logró finalizar el edificio y lo vendió a Nicolás Yarur Lolas, quien realizó las terminaciones y le dio detalles arabescos. Erigido en piedra granítica canteada y revestida con hormigón, arquitectónicamente rememora las construcciones medievales, lo que se observa en los elementos constitutivos y ornamentales de la edificación, como torres, gárgolas y tracerías que decoran las ventanas. En su interior destacan coloridos vitrales de gran tamaño del hall y escalera principal, así como los mosaicos del centro del torreón que corona el castillo. Nicolás Yarur, hermano y socio de Juan Yarur Lolas, dotó al castillo con la más exquisita decoración de la época, destacando el llamado salón rojo, en el que se podían observar dos piezas únicas de relojería de pie artesana. Una de las peculiaridades de este lujoso castillo es que las distintas estancias están conectadas por pasadizos secretos.
En 1974 la edificación fue transferida a Carabineros de Chile.